# Hoplophorella perisi
Hoplophorella perisi är en kvalsterart som beskrevs av Subías och Anurup Kumar Sarkar 1984. Hoplophorella perisi ingår i släktet Hoplophorella och familjen Phthiracaridae. Inga underarter finns listade i Catalogue of Life.